# Тенафлај (Њу Џерзи)
Тенафлај (енгл. Tenafly) град је у америчкој савезној држави Њу Џерзи.

## Демографија
По попису из 2010. године број становника је 14.488, што је 682 (4,9%) становника више него 2000. године.
| Група             | 2000.          | 2010.         |
| Белци             | 10.176 (73,7%) | 9.475 (65,4%) |
| Афроамериканци    | 132 (1,0%)     | 128 (0,9%)    |
| Азијати           | 2.634 (19,1%)  | 3.799 (26,2%) |
| Хиспаноамериканци | 642 (4,7%)     | 776 (5,4%)    |
| Укупно            | 13.806         | 14.488        |